# Нуньес, Кристофер
Кри́стофер Анто́нио Ну́ньес Гонса́лес (исп. Cristopher Antonio Núñez González; 8 декабря 1997 года, Эль-Гурако, Коста-Рика) — коста-риканский футболист, полузащитник клуба «Картахинес».

## Карьера

### Клубная
Воспитанник клуба «Картахинес». В сезоне 2016/2017 дебютировал за его основной состав. Всего Нуньес выступал за команду на протяжении пяти лет. В 2021 году перебрался в Грецию, где заключил контракт с «Ламией».

### В сборной
В 2017 году Кристофер Нуньес выступал за молодежную сборную Коста-Рики на Чемпионате мира (U20) в Корее. На турнире он выходил на замену в двух играх. За главную национальную команду страны дебютировал 1 февраля 2020 года в товарищеском матче против США (0:1), заменив на 78-й минуте Джохана Венегаса.